# Auriolus geniculatus
Auriolus geniculatus är en skalbaggsart som beskrevs av Pierre Lepesme och Stefan von Breuning 1950. Auriolus geniculatus ingår i släktet Auriolus och familjen långhorningar.
Artens utbredningsområde är Sierra Leone. Inga underarter finns listade.